# José Barros

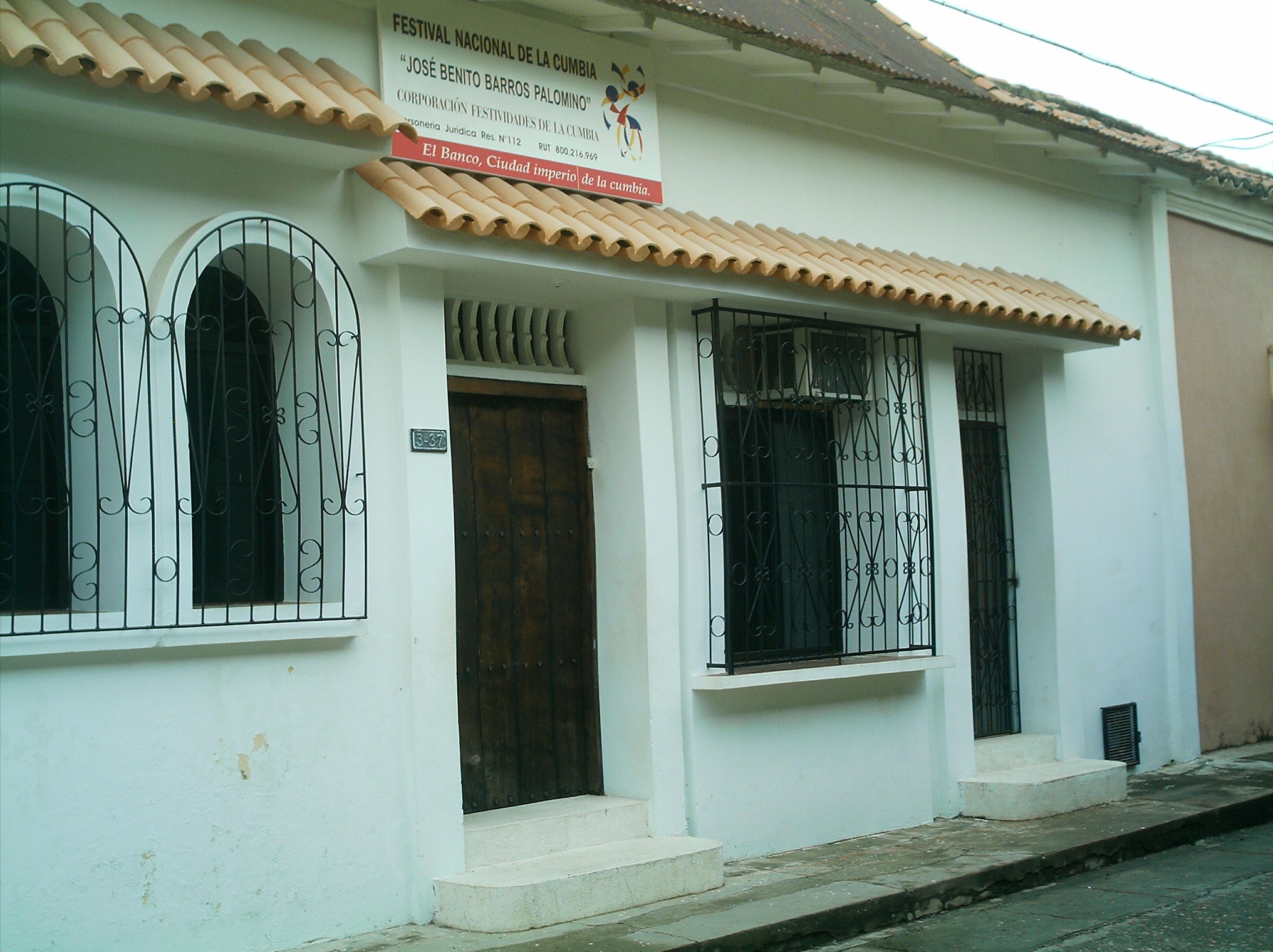
Sede de la Corporación festividades de la cumbia, Casa de José Barros en El Banco.

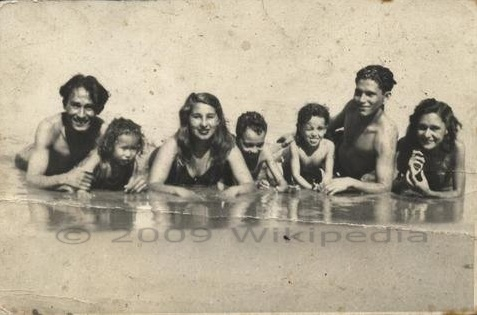
Foto del álbum familiar de la familia Barros Molano.

José Benito Barros Palomino (El Banco, Magdalena, 21 de marzo de 1915 - Santa Marta, 12 de mayo de 2007) fue un músico y compositor colombiano.
José Barros, compositor de La piragua, Navidad negra, El pescador, Momposina, Las pilanderas, El gallo tuerto, El guere guere, La llorona loca, Carnaval, etc., es reconocido como un maestro de la música popular colombiana del siglo XX en su país natal. Compuso canciones en diferentes géneros musicales: cumbia, porro, currulao, vallenato, pasillo, tango, bolero, etc.

## Biografía
José Benito Barros Palomino nació el 21 de marzo de 1915 en El Banco, Magdalena. Sus padres fueron José María Barros Traviseido de ascendencia portuguesa, y su madre Eustacia Palomino. Su padre murió cuando José apenas había cumplido los tres años de edad; esto hizo que su hogar estuviese marcado por una economía muy limitada.
Desde muy temprana edad José Barros y su hermano Adriano Barros, compañero de aventuras infantiles, salieron a la calle en búsqueda de dinero para ayudar a sostener a su familia.
Tenían una empresa de emboladores, cobraban 5 centavos al cura, al alcalde o al telegrafista del pueblo, y cuando los tenían se iban a chicanear (presumir) al teatro, a hacer sonar las monedas en los bolsillos. 
En el libro Diez Juglares en su patio, escrito por Alberto Salcedo Ramos, se afirma que ya a los diez años, José Barros, su hermano y un grupo de amigos, se encontraban organizados para tocar en parrandas y cobraban 20 centavos por intervención en tiple y guitarra.
Entrado diciembre, en la región de El Banco se realizaban cumbiones, en los cuales “Benito”, como era llamado por sus amigos más cercanos, hacía parte con sus colegas de estos tradicionales encuentros, acompañando a grupos de tambora colombiana  y de chandé. En estas ocasiones, también se retomaban las danzas rituales de los indígenas de la región.
Cómo el mismo José Barros veía su propia formación musical:
La verdad es que yo me hice compositor mamando gallo (bromeando), lo único que me interesaba era gozar yo solo, cuando creaba una canción. Después, la mandaba a la porra. Se me olvidaba. Mis primeras canciones surgieron cuando tenía doce años, pero yo ya no las recuerdo, sé que una se llama Corazón sangrante y la otra Nena.
En su infancia, José Barros también fue acólito; se dice que era muy flojo para el estudio y que las únicas tareas que hacía eran las de gramática; en la clase de aritmética se la pasaba leyendo a Amado Nervo. Al parecer le importaba más aprender la estructura de los versos que los demás quehaceres escolares, motivo por el cual dejó la escuela en quinto de primaria.
Entrada su adolescencia, Benito era motivo de preocupación de sus hermanos mayores, debido a que este se mostraba indiferente al trabajo.  Oscar Barros su hermano mayor, preocupado por esta situación, financió a su hermano para que este iniciara un negocio; hizo que un hotel de la región le comprara gallinas además de otros bienes, creyendo que, como José no quería estudiar ni trabajar, tal vez podría ser un gran negociante. Pero con la llegada de su primera novia, todo su capital fue derrochado y su negocio quedó atrás.
El no poder encontrar su propio lugar en El Banco hizo que José se aventurara a partir lejos de su pueblo natal; ese día, sus hermanos mayores lo buscaban con afán. Sin embargo él nunca pensó en comunicarse con su familia. Por esta razón algunos años después de su partida, cuando en El Banco se referían a él, lo llamaban  “el difunto” hecho que producía gran dolor a su madre; su primer destino fue Santa Marta, y allí nació su deseo de viajar a Argentina, el cual no pudo cumplir, debido a que no poseía libreta militar motivo por el cual se enlistó en el ejército.
Aun viviendo en un régimen disciplinario, Benito se las arreglaba para aprender a tocar guitarra con un nuevo amigo: el soldado Jaime Gutiérrez; quien en las noches el silencio del cuartel fue su compañero cuando escribía letras de boleros. Por ese entonces el vallenato era un ritmo proscrito y el bolero era el ritmo en furor. Por este motivo esta etapa de su producción se dedicó casi por completo a este ritmo.
De su carrera militar sobresale que alcanzó el grado de sargento segundo y durante su estancia de servicio se llevó a cabo la guerra con el Perú. Barros no fue al frente de batalla debido a que cuando ya estaba listo para viajar, un amigo y coterráneo suyo fue muerto en el Amazonas, hecho que lo hizo retractarse de ir al combate. Al salir del cuartel, solo se llevó la guitarra de su amigo, el soldado Gutiérrez, el cual se la dejó como recuerdo.
Su aventura apenas comenzaba, la siguiente parada fue Barrancabermeja, desde su llegada conoció a músicos de la región e hizo su primer grupo musical. Seguidamente, tomó la decisión de viajar a Segovia, atraído por la llamada fiebre del oro, lugar que llamaba a todos los aventureros en busca de fortuna procedentes de muchas partes del país. Benito también acudió a este llamado; fue en estas minas donde compuso una canción con esta melancólica letra: “Qué será lo que busca el minero/ en la oscuridad de la mina/ la muerte rápida o lenta/ o su esperanza perdida/ acaso solo busca ilusiones y solo encuentra quimeras… ” .
Luego su espíritu aventurero lo llevó a Medellín. En esta ciudad tuvo que soportar varias penurias, de las cuales surgen relatos como el que narra que para poder sobrellevar el hambre, tuvo que robar una papa en la calle: “para que no me sorprendieran, me la eché al bolsillo del saco comprado de segunda mano, con tan mala suerte que el bolsillo estaba roto y la papa cayó al suelo”. De este penoso capítulo de su vida surgieron canciones como: Mala suerte, Cantinero sirva tanda, El suicida, entre otras, esta vez en ritmo de tango. Barros había escuchado a Carlos Gardel a cuyo sepelio asistió y cuya música fue de gran influencia para él. Los tangos fueron las piezas que lo hicieron sonar en la radio.
En 1942 regresó a su natal El Banco, lugar en donde se le daba por muerto, razón por la cual su madre prohibió que se hablase de él. Ella aun guardaba la esperanza de su regreso, habitualmente sacaba la ropa de su hijo de un escaparate, la lavaba y la planchaba. Ese día, se formó una parranda por su regreso que se terminó hasta el amanecer. En su viaje a Cali creó una canción a su madre: Dos claveles. 
Su alma aventurera estaba intacta y por esto comenzó una gira por el continente americano Argentina, Chile, Brasil, Ecuador y Perú fueron los lugares donde escuchó, vio trabajar músicos. Fue en Perú donde grabó su primer disco, Cantinero sirva tanda en 1944. Fue hasta 1946 que Don Jack Glottman le brindó la oportunidad de recibir sus primeras regalías por sus primeros dos tangos grabados fueron dos mil dólares.
Luego de su gira suramericana, José Barros regresó a Colombia durante un periodo muy corto y luego continuó con su viaje a México, país en donde más tarde algunas de sus canciones llegaron a hacer parte de películas como Novia a la medida y Del can can al mambo. De México fue deportado hacia Colombia pues era indocumentado. Esta vez su destino fue Bogotá donde se encontró con músicos de la talla de Lucho Bermúdez y Pacho Galán. Oquendo cita a Verushka Barros (hija de José Barros) en este sentido: a mi papá le daba muy duro, porque ellos eran personas estudiadas y él, empírico. Aprendió de viejo a escribir música, por necesidad, porque aunque ellos eran amigos y le ayudaban a escribir la música, también eran competidores.
De Bogotá se traslada a Cartagena, por contrato con Antonio Fuentes dueño de discos Fuentes y así comienza un nuevo capítulo con Los Trovadores de Barú.
Los Trovadores de Barú comenzaron como una estrategia meramente empresarial. Toño Fuentes pensó que una orquesta era menos rentable que un conjunto sobre todo para presentaciones y giras. Fue así como desapareció la orquesta Emisoras Fuentes y se creó en su lugar a los Trovadores de Barú.
Este grupo con el aporte de José Barros, se hizo muy polifacético. Con estos grabó canciones como Carnaval, Dos claveles, Amor y llanto, Eres tú y Mala mujer; también el maestro Barros encuentra una nueva faceta musical, la tropical, y así surgieron Ta tanga chata, Juanita Maicera, El chupaflor entre otros. Los Trovadores de Barú tuvieron éxito, hicieron algunas presentaciones y apariciones radiales en Venezuela, centrándose en Caracas y Maracaibo, también fueron a Panamá.
Dentro de la polifuncionalidad de este grupo vemos como interpretaron pasillos y bambucos, también grabaron con Bovea y sus Vallenatos, y Alberto Fernández. Fueron contratados para grabar en diferentes formatos con duetos y tríos y acompañaban a diversos solistas, entre ellos a Guillermo Buitrago con su Víspera de año nuevo y también Ron de Vinola, estos siendo récord en ventas y con Tito Cortés. También grabaron otros éxitos como El clavelito Rojo de José Barros además de sus más afamados boleros, entre ellos Carnaval, del cual se han hecho diversas y bien logradas versiones internacionales. 
Entrevista con el maestro José Barros nos muestra lo que pensaba sobre la cumbia:
“Esa pregunta me la hago yo mismo, todos los días, y la verdad es que si, con palabras, no sé qué diablos es la cumbia. Yo siento la cumbia, vivo a través de ella. Me da fuerzas cuando estoy vencido y a veces hace que se me olvide que tengo hambre o sed”. 
Luego se fue a Barranquilla, donde intentó crear su propio sello discográfico “Jobar”. De regreso en Bogotá, José se reunía con sus amigos compositores y en donde según él mismo decía comenzaba a componer La Piragua, justo en ese momento, cuando su fama alcanzaba a todas las esferas de la sociedad colombiana decidió regresar a su natal El Banco en donde dedicó sus esfuerzos a crear el Festival Nacional de la Cumbia. Su vida de regreso en El Banco era escribir, silbar, escribir y luego se iba a visitar a sus amigos y amigas y así transcurrió hasta el final de sus días.

## Obra
“… es que cuando yo anduve recorriendo mundo conocí a mucha gente. A mí me grabó Bienvenido Granda, con la Sonora Matancera, en los temas A la orilla del mar y El chupaflor. Charlie Figueroa se hizo famoso con 12 boleros antillanos de mi autoría, entre ellos Busco tu recuerdo, Culpa al destino y Por eso me voy. Mi canción Pesares, que es una de mis preferidas, fue grabada por Julio  Jaramillo, María Dolores Pradera, Rolando Laserie y Rocío Dúrcal. El gallo tuerto todavía arma escándalo en México y ahora, según me informaron La Piragua fue grabada por una orquesta sinfónica de Francia. La Billos Caracas Boys y los Melódicos de Venezuela, también grabaron varios temas míos, como Navidad negra y Palmira señorial”.
De entre sus aventuras más grandes y desconocidas por la mayoría encontramos su incursión en la literatura, con su obra La Piragua de Guillermo Cubillos a manera de autobiografía, de la cual uno de sus editores Ever Feria Tovar a manera de Prólogo ha escrito: “en realidad el trabajo no fue tal. Colocar una coma aquí, correr un punto allá, invertir una colocación de una palabra en un párrafo fue suficiente para dar por concluida mi intervención en esta tarea… ”.
De entre sus reconocimientos más importantes está la de la Orden de la Democracia entregada por la Cámara de representantes y también el gobierno de Colombia, en cabeza del presidente de la República, Belisario Betancur, que condecoró al maestro Barros en 1984 con la Orden de Boyacá. Para este acto la orquesta filarmónica de Bogotá ofreció un concierto especial con arreglos del compositor Francisco Zumaqué. 
La Piragua
Esta canción es un recuerdo de su infancia cuando entraba al bote de Guillermo Cubillos y se robaba los aguacates para después venderlos, dice Carrillo; de la piragua dijo: 
“A El Banco llegó desde Girardot, un comerciante cachaco de nombre Guillermo Cubillos. Traía,  por buque, artículos desde el interior de la República, y en El Banco los vendía. Después instaló una tienda grande. Allí conoció a una muchacha de nombre Juana, nacida en Chimichagua. Más tarde se trasladó con ella a Chimichagua. Estando allá le construyó una canoa inmensa a la que le dio por nombre La Piragua. De ese hecho me salió la inspiración que tiene el mismo título”.
El Gallo Tuerto
Al recordar las misas de gallo en su Banco natal cuando el sacerdote dijo: “Dóminusvobíscum, a lo cual un hombre loco respondió Et cum spíritutuo, y alguien más agregó “cocoroyó canto mi gallo debajo de la palma amarga”, hecho del cual compuso la melodía que le dio vuelta al mundo.
El Patuleco
De esta melodía el maestro Barros relata:
“En Barranquilla entre 1952 y 1953, no recuerdo exactamente el año, un cachaco que tenía una tienda cerca a pensión donde yo vivía –calle San Juan carrera La Paz, no me quiso fiar una Coca Cola para refrescar un guayabo de padre y señor mío que sentía. Entonces creyendo hacerle un mal a través de una melodía, compuse Patuleco. El cachaco ni era cojo ni patuleco. Y cuál no sería mi sorpresa que dio cachaco en vez de reclamar por el contenido de la letra patuleco, un día que pase frente a su tienda, a gritos, me pidió que le compusiera otra melodía. Le convino cuando salió el disco Patuleco cantado por Alberto Fernández y con los arreglos musicales del maestro Pacho Galán. Mucha gente se acercaba a la tienda para conocer al cachaco a quien me referí yo en esta letra. Es decir le aumentó la clientela”.
Momposina
Famosa canción especialmente en la voz de Nelson Pinedo y La Sonora Matancera. Interpretada por ellos en La Habana en 1953.
Violencia
Según Carrillo Hinojosa afirma que fue uno de los luchadores a la creación de Sayco. Además que los problemas sociales que agobian a Latinoamérica y del mundo son tema obligado en diarios, radio y televisión esta es una cumbia es la certera crítica de José Barros a los diversos males que agobian a la humanidad.
Oigo un llanto que atraviesa el espacio para llegar a Dios./ es el llanto de las niños que sufren, que lloran de dolor,/ es el llanto de las mujeres que tiemblan con desesperación,/es el llanto, es el llanto de Dios,/ Violencia, maldita violencia, porque te empeñas en teñir de sangre la tierra de Dios,/ porque no dejas que en el campo nazca nueva floración,/ violencia, porque no permites que reine la paz,/que reine el amor,/ violencia, porque no permites que reine la paz.
La Llorona Loca
De la leyenda de la llorona loca de Tamalameque compusó La llorona loca en son festivo, que empieza diciendo:  En una calle de Tamalameque dicen que sale una llorona loca, etc. Cantada entre otros, por Tony Camargo, Juan Piña, Checo Acosta, la mexicana y roquera versión rock de Los Gliders.
Esas son algunas de las canciones del prolífico compositor. Agustín Lara (considerado por algunos el más grande compositor de México), consideró a Barros como el "mejor compositor latinoamericano".

## Festival Nacional de la Cumbia
Él fue el creador del Festival Nacional de La Cumbia de El Banco, Magdalena, en el año de 1970.

## La piragua
Una de sus obras más famosas ha sido "La Piragua", que ha sido ampliamente interpretada por artistas de la talla de La Sonora Matancera, Billo's Caracas Boys, Carlos Vives, Tito Cortés, Bovea y sus Vallenatos, La Dimensión Latina, Charlie Figueroa, entre muchos otros. 